# Tetraonyx maculata
Tetraonyx maculata là một loài bọ cánh cứng trong họ Meloidae. Loài này được Castelnau miêu tả khoa học năm 1840.